# اسماعیل‌آباد (قائنات)
اسماعیل‌آباد روستایی در دهستان آفریز بخش سده شهرستان قائنات استان خراسان جنوبی ایران است. بر پایه سرشماری عمومی نفوس و مسکن در سال ۱۳۹۰ جمعیت این روستا ۲۸۸ نفر (در ۷۷ خانوار) بوده‌است.